# Росоман (Північна Македонія)
Росома́н (мак. Росоман) — село у Північній Македонії, адміністративний центр общини Росоман Вардарського регіону.
Населення — 2553 особи (перепис 2021) в 758 господарствах.